# درو ترانكويل
أنتوني درو ترانكويل (مواليد 15 أغسطس 1995) لاعب كرة قدم أمريكية محترف، يلعب في مركز الظهير الدفاعي لفريق كانساس سيتي تشيفز في الدوري الوطني لكرة القدم الأمريكية (NFL). لعب كرة القدم الجامعية مع فريق نوتردام فايتينغ آيريش.

## بداياته
التحق ترانكويل بمدرسة كارول الثانوية في فورت واين بولاية إنديانا. وفي عام 2013، حقق ترانكويل 75 تدخلًا، بما في ذلك 16 تدخلًا للخسارة، بالإضافة إلى أربعة أكياس واعتراض كلاعب خط دفاع. وأضاف 1420 ياردة و28 هبوطًا في 114 حملًا على الأرض كظهير هجومي، بالإضافة إلى 16 استقبالًا لمسافة 348 ياردة وخمسة هبوطات. كان ترانكويل لاعبًا مجندًا من فئة الأربع نجوم قادمًا من المدرسة الثانوية، وتلقى عروضًا من العديد من البرامج الرئيسية، معظمها في مؤتمر Big Ten. التزم شفهيًا بجامعة بيردو للعب كرة القدم الجامعية، لكنه تراجع لاحقًا ووقع في النهاية مع جامعة نوتردام. لعب شقيق ترانكويل الأصغر، جاستن، في مركز الأمان بجامعة ويسترن ميشيغان.

## المسيرة الجامعية
كان ترانكويل ملتزمًا في البداية بجامعة بيردو، لكنه تراجع عن التزامه عندما تلقى عرضًا من جامعة نوتردام.
كطالب جديد حقيقي في نوتردام في عام 2014، لعب ترانكويل في 11 مباراة بثلاث بدايات وسجل 33 تدخلًا وتدخلًا للخسارة واعتراضًا واستعادة الكرة وركلة مسدودة. لعب في ثلاث مباريات كطالب في السنة الثانية في عام 2015، مع بداية واحدة، لكنه خسر الموسم بسبب تمزق في الرباط الصليبي الأمامي تعرض له أثناء الاحتفال بعد كسر تمريرة ضد جورجيا تك في 19 سبتمبر. حصل على قميص أحمر طبي لموسم 2015، وتمكن من اللعب كطالب دراسات عليا خلال موسم 2018 نتيجة لذلك. كطالب في السنة الثالثة في عام 2016، بدأ ترانكويل جميع المباريات الـ 12 لصالح الأيرلنديين، محققًا 79 تدخلًا وتدخلين للخسارة واعتراضًا. خلال السنة الأخيرة لـ Tranquill في عام 2017، أنهى العام بـ 85 تدخلًا، و10.5 تدخلات للخسارة، و1.5 كيس، وثلاثة استردادات للكرة، وأربع تمريرات دفاعية، واعتراض واحد وإجبار واحد على التعثر أثناء البدء في جميع المباريات الـ 13. في نهاية موسم 2017، أعلن Tranquill أنه سيعود للعام الخامس كطالب دراسات عليا في الهندسة الميكانيكية لموسم 2018-19.

### الجوائز والأوسمة
- الوافد الجديد إلى نوتردام لهذا العام: الدفاع (2014)[9]
- الفريق الأول الأكاديمي الأمريكي (2016)[12]
- نهائي كأس وورفيل (2017)[13]
- كابتن نوتردام (2017 و 2018)[3]
- الفائز بكأس Wuerffel (2018)[14]
- نهائي جائزة ويليام في. كامبل (2018)[14]
- الرياضي المتميز في الاتحاد الوطني لكرة القدم (2018)[15]
- وعاء القطن: جائزة دان إس. بيتي الأكاديمية (2019)

## المسيرة المهنية

### لوس أنجلوس تشارجرز

#### 2019
اختار فريق لوس أنجلوس تشارجرز ترانكويل في الجولة الرابعة (130 إجمالاً) من مسودة اتحاد كرة القدم الأميركي لعام 2019. وكان لاعب الوسط الرابع عشر الذي تم اختياره في عام 2019. والتقى ترانكويل مجددًا مع زميله في فريق نوتردام، جيري تيليري، الذي اختاره تشارجرز في الجولة الأولى.

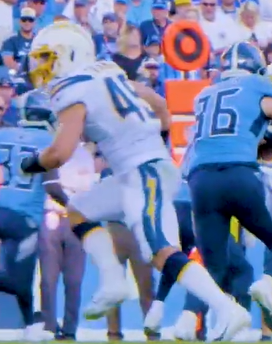
ترانكويل عام 2019

في 10 مايو 2019، وقّع فريق تشارجرز عقدًا مع ترانكويل لمدة أربع سنوات بقيمة 3.17 مليون دولار، يتضمن مكافأة توقيع قدرها 658,808 دولارات. خلال معسكر التدريب، تنافس ترانكويل كلاعب وسط احتياطي ضد نيك دزوبنار. اختاره المدرب أنتوني لين ثالث لاعب وسط يبدأ الموسم العادي، بعد دينزل بيريمان ونيك دزوبنار.
في 8 سبتمبر 2019، ظهر ترانكويل لأول مرة في الموسم العادي وسجل تدخلًا منفردًا واحدًا خلال فوز 30-24 على فريق إنديانابوليس كولتس. في 7 نوفمبر 2019، حصل ترانكويل على أول بداية مسيرته، ليحل محل دينزل بيريمان الذي كان غير نشط بسبب إصابة في الكاحل، وسجل أعلى مستوى في الموسم بـ 14 تدخلًا مشتركًا خلال خسارة 25-23 أمام فريق أوكلاند رايدرز. في الأسبوع التالي، كان غير نشط بسبب إصابة في الساق حيث خسر فريق تشارجرز 21-17 أمام فريق كانساس سيتي تشيفز في الأسبوع 11. في الأسبوع 12، بدأ ترانكويل في مركز الظهير الخارجي وقام بـ 7 تدخلات منفردة وسجل أعلى مستوى في الموسم بثلاث تدخلات للخسارة خلال خسارة 23-20 أمام فريق دنفر برونكوز. أنهى موسمه المبتدئ بـ 75 تدخلًا مشتركًا (61 منفردًا) وأربعة تدخلات للخسارة في 15 مباراة وثلاث بدايات. تم اختياره لفريق PFWA All-Rookie Team كلاعب فريق خاص في عام 2019. أنهى فريق لوس أنجلوس تشارجرز موسم اتحاد كرة القدم الأميركي لعام 2019 بسجل 5-11 ولم يتأهل إلى التصفيات.

#### 2020
تنافس ترانكويل ضد كيزير وايت خلال معسكر التدريب ليكون لاعب خط الوسط الضعيف الأساسي بعد أن أصبح الدور شاغرًا بعد رحيل توماس ديفيس الأب. أطلق منسق الدفاع جوس برادلي على ترانكويل اسم لاعب خط الوسط الضعيف الاحتياطي خلف وايت لبدء الموسم العادي. في الأسبوع الأول، بدأ ترانكويل المباراة الافتتاحية للموسم وقام بتدخل واحد قبل أن يغادر فوز تشارجرز 17-16 على سينسيناتي بنغالز. في 15 سبتمبر 2020، تم وضعه على قائمة الاحتياط للمصابين لبقية الموسم بعد اكتشاف إصابته بكسر في الكاحل. في 4 يناير 2021، أقال فريق لوس أنجلوس تشارجرز المدرب الرئيسي أنتوني لين وطاقمه التدريبي بعد أن غاب تشارجرز عن التصفيات بسبب سجل 7-9.

#### 2021

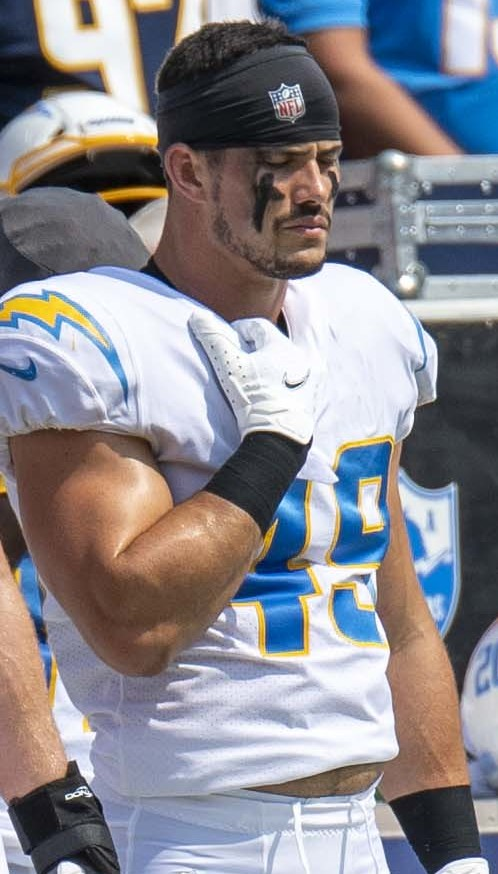
ترانكويل مع فريق لوس أنجلوس تشارجرز في عام 2021

في 17 يناير 2021، عيّن فريق لوس أنجلوس تشارجرز براندون ستالي، منسق الدفاع السابق لفريق لوس أنجلوس رامز، مدربًا رئيسيًا جديدًا للفريق. اختار منسق الدفاع رينالدو هيل الانتقال إلى دفاع 3-4 أساسي. خلال المعسكر التدريبي، تنافس ترانكويل مع كيزير وايت، وكينيث موراي، وكايلر فاكريل ليكون أحد لاعبي الخط الداخلي الأساسيين بعد رحيل المخضرم دينزل بيريمان عبر صفقة انتقال حر. عيّن المدرب الرئيسي براندون ستالي ترانكويل كلاعب خط داخلي احتياطي لبدء الموسم، خلف كينيث موراي، وكايزير وايت، وكايلر فاكريل.
في الأسبوع الرابع، حصل ترانكويل على بدايته الأولى للموسم بعد أن كان كينيث موراي غير نشط بسبب إصابة في الكاحل. أنهى فوز تشارجرز 28-14 على لاس فيغاس رايدرز بخمسة تدخلات مشتركة (اثنان منفردان). في الأسبوع التالي، بدأ ضد كليفلاند براونز، مسجلاً أعلى مستوى في الموسم بـ 11 تدخلًا مشتركًا (7 منفردة) وقام بتدخل للخسارة حيث فاز تشارجرز 47-42. في الأسبوع التالي، كان ترانكويل غير نشط بسبب إصابة في الصدر حيث خسر تشارجرز 34-6 أمام بالتيمور رافينز. في الأسبوع العاشر، لم يلعب ترانكويل خلال خسارة 27-20 أمام مينيسوتا فايكنج وتم إدراجه كاحتياطي/كوفيد-19. بسبب إصابة في الكاحل، غاب ترانكويل عن الأسبوع السابع عشر. أنهى الموسم بـ 76 تدخلًا مشتركًا (45 منفردًا)، وخمس تدخلات خاسرة، و1.5 كيس، واستعادة للكرة في 14 مباراة، منها سبع مباريات كأساسي. أنهى فريق لوس أنجلوس تشارجرز الموسم في المركز الثالث في القسم الغربي من دوري كرة القدم الأمريكية، ولم يتأهل للتصفيات، محققًا سجلًا 8 انتصارات و9 هزائم.

#### 2022
دخل ترانكويل معسكر التدريب ليكون لاعب خط الوسط الداخلي الأساسي بعد رحيل كيزير وايت في وكالة حرة وإصابة كينيث موراي في الكاحل في الموسم السابق. عين المدرب الرئيسي براندون ستالي ترانكويل وكايل فان نوي لاعبي خط الوسط الداخلي الأساسيين لبدء عام 2022، إلى جانب لاعبي خط الوسط الخارجيين جوي بوسا وخليل ماك.
في 11 سبتمبر 2022، بدأ ترانكويل في المباراة الافتتاحية على أرضه ضد فريق لاس فيغاس رايدرز وقام بستة تدخلات مشتركة (أربعة منفردة)، وحرف تمريرة، واعترض محاولة تمريرة من قبل لاعب الوسط ديريك كار خلال فوز 24-19. في الأسبوع 6، جمع ثمانية تدخلات مشتركة (ستة منفردة) وكان لديه أعلى مستوى في مسيرته وهو كيسان على لاعب الوسط راسل ويلسون في فوز 19-16 على فريق دنفر برونكوس. في 13 نوفمبر 2022، جمع ترانكويل أعلى مستوى في مسيرته وهو 15 تدخلًا مشتركًا (سبعة منفردة) في خسارة 16-22 أمام فريق سان فرانسيسكو 49ers. أنهى موسم 2022 في دوري كرة القدم الأمريكية برصيد 146 تدخلًا مشتركًا (95 فرديًا)، وعشرة تدخلات للخسارة، وخمسة أكياس، وأربعة انشقاقات في التمريرة، وتعثر قسري، واعتراض واحد في 17 مباراة و16 بداية.
احتل فريق لوس أنجلوس تشارجرز المركز الثاني في دوري AFC الغربي بسجل 10 انتصارات و7 هزائم، وتأهل للتصفيات. في 14 يناير 2023، بدأ ترانكويل أساسيًا في أول مباراة فاصلة في مسيرته، وقام بخمسة تدخلات فردية، بالإضافة إلى اعتراض تمريرة من تريفور لورانس، حيث خسر تشارجرز بنتيجة 31-30 أمام جاكسونفيل جاغوارز في مباراة AFC Wildcard.

### كانساس سيتي تشيفز

#### 2023
في 17 مارس 2023، وقع فريق كانساس سيتي تشيفز مع ترانكويل عقدًا لمدة عام واحد بقيمة 3.00 مليون دولار أمريكي يتضمن 2.45 مليون دولار أمريكي مضمونة عند التوقيع ومكافأة توقيع قدرها 1.44 مليون دولار أمريكي. دخل ترانكويل معسكر التدريب المقرر أن يكون لاعب خط الوسط الاحتياطي الأساسي. أطلق عليه المدرب الرئيسي آندي ريد رسميًا اسم لاعب خط الوسط الاحتياطي خلف نيك بولتون لبدء عام 2023.
في 7 سبتمبر 2023، ظهر ترانكويل لأول مرة في الموسم العادي كعضو في فريق كانساس سيتي تشيفز، حيث حقق تدخلين مشتركين (واحد منفرد) في خسارة 21-20 أمام ديترويت ليونز. في 24 سبتمبر 2023، حصل على بدايته الأولى مع تشيفز في مكان نيك بولتون الذي كان غير نشط بسبب إصابة في الكاحل. سجل ترانكويل ثمانية تدخلات مشتركة (أربعة منفردة) وقام بنصف كيس على جاستن فيلدز خلال فوز 41-10 على شيكاغو بيرز. في الأسبوع 8، حقق أعلى مستوى في الموسم وهو 11 تدخلًا مشتركًا (سبعة منفردة)، وتدخل للخسارة، وأقال راسل ويلسون حيث خسر تشيفز 24-10 أمام دنفر برونكوز. في الأسبوع 13، قام ترانكويل بتدخلين منفردين قبل الخروج من خسارة 27-9 أمام جرين باي باكرز بعد تعرضه لارتجاج في المخ. بسبب ارتجاجه، غاب عن اللعب في الأسبوع التالي. أنهى الموسم بـ 78 تدخلًا مشتركًا (53 منفردًا)، و4.5 كيس، وسبع تدخلات خاسرة، وتسبب في فقدان الكرة مرتين، وخطأ في التمريرة في 16 مباراة، منها سبع مباريات كأساسي.
أنهى فريق كانساس سيتي تشيفز الموسم متصدرًا القسم الغربي من دوري كرة القدم الأمريكية (AFC West) بسجل 11 فوزًا و6 هزائم، ليضمن بذلك التأهل إلى التصفيات. في 28 يناير 2024، شارك ترانكويل لأول مرة في تصفيات موسم 2023، مسجلًا ثمانية تدخلات فردية، ليقود تشيفز للفوز على فريق بالتيمور رايفنز بنتيجة 17-10 في بطولة دوري كرة القدم الأمريكية. في 11 فبراير 2024، شارك ترانكويل في مباراة سوبر بول LVIII، مسجلًا تدخلين إجماليين، ليقود تشيفز للفوز على فريق سان فرانسيسكو 49ers بنتيجة 25-22.

#### 2024
في 7 مارس 2024، وقع فريق كانساس سيتي تشيفز مع ترانكويل عقدًا لمدة ثلاث سنوات بقيمة 19.00 مليون دولار أمريكي، بما في ذلك 12.50 مليون دولار أمريكي مضمونة عند التوقيع ومكافأة توقيع قدرها 4.50 مليون دولار أمريكي. حقق ترانكويل أعلى عدد من التدخلات في المباراة بواقع 11 تدخلًا وكيسًا واحدًا في الخسارة 40-22 أمام فريق إيجلز في سوبر بول LIX.

## الحياة الشخصية
ترانكويل مسيحي. وهو وزوجته جاكي لديهما ابن وبنتين.
فاز ترانكويل ببطولة Chess.com 2023 BlitzChamps II، متغلبًا على حامل اللقب تشيدوبي أووزي.

## روابط خارجية
- Drue Tranquill على موقع مرجع كرة القدم المحترفة.كوم (الإنجليزية)